# Psephiocera flavipes
Psephiocera flavipes är en tvåvingeart som beskrevs av Günther Enderlein 1914. Psephiocera flavipes ingår i släktet Psephiocera och familjen vapenflugor. Inga underarter finns listade i Catalogue of Life.